# The Dancing Town
The Dancing Town este un film alb-negru american de scurtmetraj din 1928. A fost regizat de Edmund Lawrence, după un scenariu de Rupert Hughes. Reprezintă debutul cinematografic al actorului Humphrey Bogart. Au mai interpretat actorii Helen Hayes și Hal Skelly.
O copie a filmului este păstrată de UCLA Film and Television Archive.